# Hamatecio
El hamatecio (de hama,  unión de todas las partes y thekion, caja pequeña), de acuerdo a  Eriksson (1981), es cualquier clase de tejido que ocupe el espacio interascal o se proyecte hacia el lóculo u ostiolo, Son los tejidos estériles que acompañan a las ascas en los ascocarpos de  hongos del Phylum Ascomycota.  No obstante, en otras acepciones se considera como hamatecio sólo al conjunto de paráfisis o pseudoparáfisis entre las ascas y se excluyen otros tipos de tejidos que Eriksson incluyó en su descripción. 
Los tejidos estériles dentro de los ascocarpos, presentan diferencias en cuanto a su naturaleza, posición en el ascocarpo y con respecto a las ascas, fue con base en estas diferencias que Eriksson (1981) propuso la siguiente  clasificación  en la que distingue seis tipos diferentes de hamatecio.

## Tipos de hamatecio
1. Parafisos: reciben ese nombre filamentos o hifas[2] que están asociados en la base al ascocarpo, cerca de la región en la que se encuentran las bases de las ascas, mientras que en el resto de su estructura  se encuentra libre y crece paralela a éstas.[4] Las puntas libres se mantienen en prácticamente todos los casos, no obstante los Discomycetes presentan un tipo de parafisos que se fusionan en las puntas y forman un epitecio que cubre las ascas.[3] Pueden presentarse en forma de hilo (filiformes) o en forma de copa (con la base más ancha).[3] Usualmente los parafisos no están ramificados y no presentan anastomosis.[2] En ocasiones,[3] se les adjudica la función de auxiliar en la dispersión de las esporas.
2. Pseudoparafisos: son hifas que crecen bajo las ascas y que al fijarse a la base del ascocarpo se extienden sobre el nivel de las ascas.[4] Usualmente no están fijadas a ningún otro tejido en sus ápices y se encuentran libres.[2] Presentan septos regulares, ramificaciones, anastomosis entre las hifas
3. Parafisoides: son pseudoparafisos trabeculares que  presentan pocos septos o septos aislados, sí se ramifican y presentan anastomosis. Adicionalmente, otra característica que los distingue de los pseudoparafisos es lo estrechos que son en comparación.[2]
4. Pseudoparénquima interascal: tejido carpocentral (se encuentra en el centro del ascocarpo) que está comprimido rodeando completamente  las ascas.[2]
5. Perifisoides:  son hifas cortas que se desarrollan sobre el nivel de las ascas pero no llegan a tocar la base de la cavidad o ascocarpo en la que se encuentran las ascas.[2]
6. Perifisos: al igual que las anteriores, son hifas cortas que se desarrollan sobre el nivel de las ascas y no llegan a tocan la base del ascocarpo, no obstante los perifisos en particular están asociados con el canal ostiolar u ostiolo, que presentan los peritecios.[2] Al igual que los parafisos no están ramificados ni  presentan anastomosis. Existen ascocarpos que además de perifisos cuentan con parafisos, pseudoparafisos o perifisoides.[2]

## Importancia como carácter taxonómico
La presencia o ausencia de hamatecio y la forma en la que se encuentra, es un carácter de importancia taxonómica que muchas veces se describe de acuerdo a la nomenclatura y descripciones que realizó Eriksson. Hay múltiples ejemplos en los que el hamatecio ha sido uno de los caracteres taxonómicos definitivos en la distinción entre un grupo y otro:
La distinción entre los órdenes Hypocreales y  Clavicipitales, antes comprendidos dentro de uno solo (Hypocreales), está apoyada en evidencia morfológica, dentro de la cual se describen diferencias en el hamatecio que presentan los ascocarpos de ambos grupos.  En el orden Hypocreales, el hamatecio está en forma de perifisoides en la región apical, que se originan a partir de un meristemo ubicado en el región apical del lóculo. Por otro lado, el orden Clavicipitales se caracteriza y diferencia del orden Hypocreales por un hamatecio en ubicación basal y en forma de  parafisos ramificados dicotómicamente. 
Otro ejemplo es la determinación de un nuevo orden: Koralionastetales (que comprende dos géneros, Koralionastes y  Pontogeneia), de la familia Koralionastetaceae, clase Sordariomycetes y del Phylum Ascomycota. Esta clasificación se realizó con base en estudios moleculares y morfológicos. Es importante resaltar que dentro de los caracteres morfológicos que establecen diferencias entre el orden Koralionastetales y su orden hermano Lulworthiales, están la presencia o ausencia de parafisos y perifisos, tejidos estériles interascales.

## Función
Con respecto a la relación entre el hamatecio y las ascas, así como la función que cumplen al formar parte de estructuras relacionadas con la reproducción sexual, se ha propuesto el papel auxiliador de los parafisos en la dispersión de las ascosporas, la existencia de una presión hacia un tipo de crecimiento en longitud y hacia formas cilíndricas, que pueden presentar las ascas al estar rodeadas por parafisos y  pseudoparafisos en empaquetamientos estrechos.